# Culpabilitate

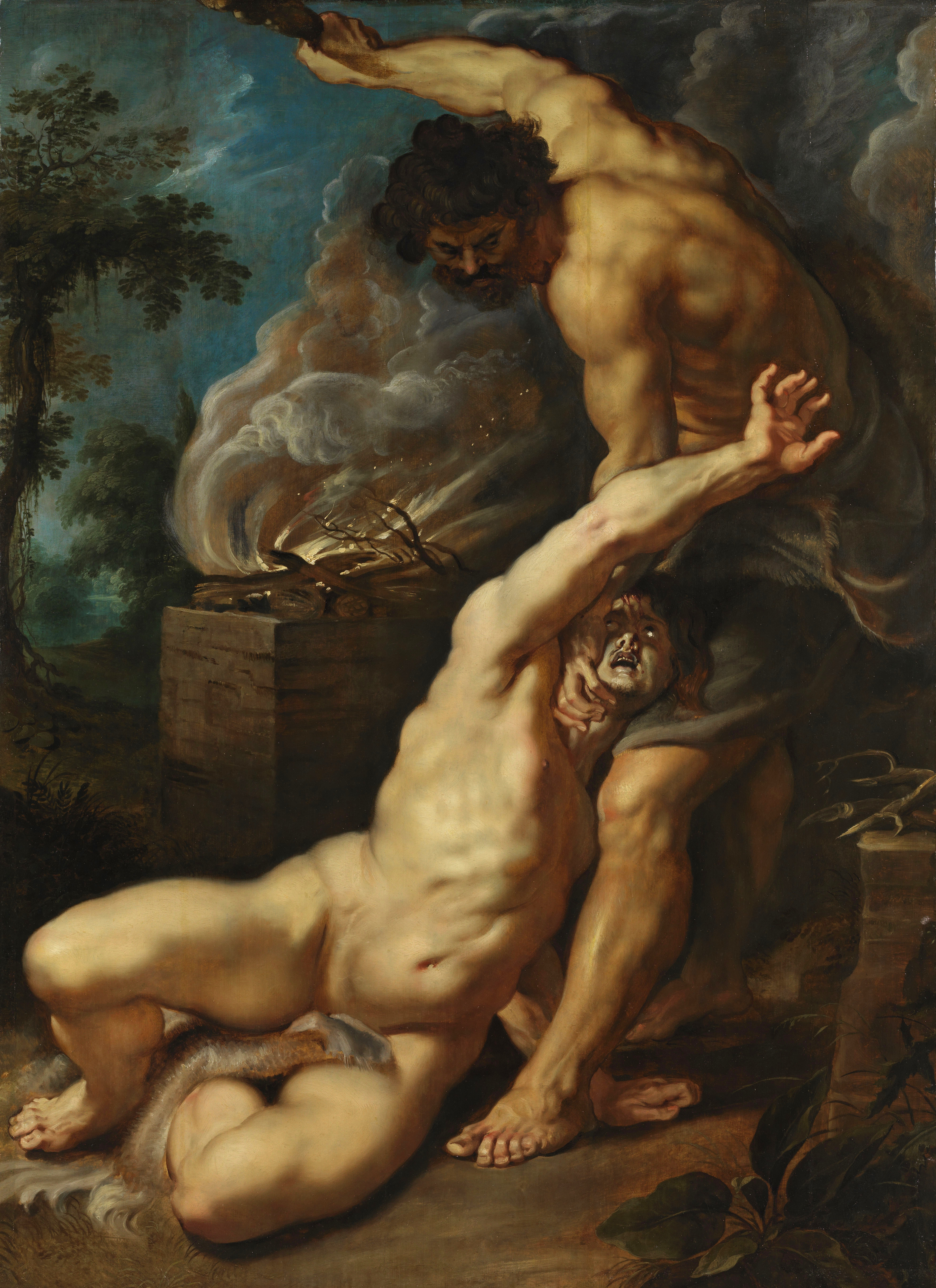
Omorul este o infracțiune pentru care ucigașul poate fi culpabil (Cain omorândul pe Abel, Peter Paul Rubens, Institutul de Artă Courtland).

În dreptul penal, culpabilitatea apare atunci când o persoană, fizică sau juridică, este vinovată de comiterea unei infracțiuni, și deci este posibilă sancționarea sa pentru acea faptă.